# Gołębiów I
Gołębiów I – dzielnica w północno-wschodniej części Radomia. Jest to obszar ograniczony granicami działek na południe od ulicy Gołębiowskiej, torami kolejowymi do Warszawy, granicami działek, ulicą Olsztyńską, granicami działek, ulicą 11 Listopada, granicami działek i ulicą Zbrowskiego.
Osiedle Gołębiów I powstało na początku lat 80. XX wieku jako Osiedle XXXV-lecia PRL na terenie dawnych wsi Gołębiów i Gołębiów Wójtostwo. Pierwotnymi patronami ulic dzielnicy byli dygnitarze PRL (nazwy zmieniono po zmianach ustrojowych w latach 90.).

## Infrastruktura
Zabudowę stanowią bloki mieszkalne z wielkiej płyty cztero-, siedmio- i dziesięciopiętrowe.

## Komunikacja i transport
Osiedle słabo skomunikowane infrastrukturalnie z resztą miasta. Dojazd do dzielnicy wiedzie ulicami:
- Zbrowskiego (północno-zachodnia część osiedla)
- Struga (południowo-wschodnia część).

Każda droga dojazdowa prowadzi do innej części osiedla, a drogi te nie są połączone (co oznacza, że każda z nich jest ślepa).
Dojazd do dzielnicy autobusami komunikacji miejskiej:
- 1, 9, 10, 17, 21, 26 – południowo-wschodnia część
- 3, 16, 18 – północno-zachodnia część

W ramach modernizacji linii kolejowej nr 8, planowana jest budowa przystanku osobowego, na wysokości wiaduktu w ciągu ulicy Kozienickiej.